# Trinkgelage

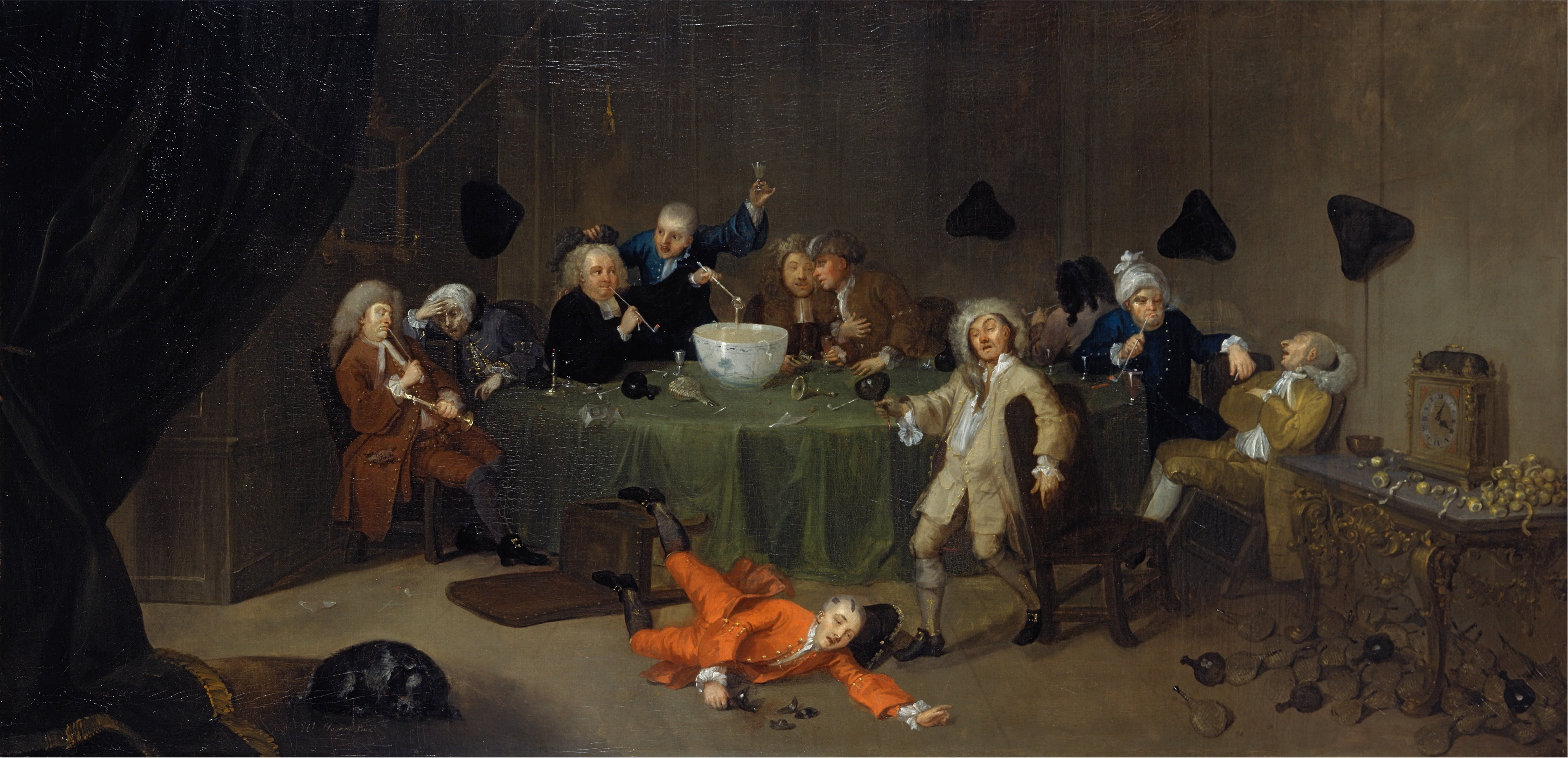
Nächtliches Trinkgelage (William Hogarth, 1731)

Als Trinkgelage, Zechgelage oder Besäufnis bezeichnet man eine Zusammenkunft mehrerer Personen, die vor allem dem ausgiebigen Konsum von Alkohol dient. Im deutschsprachigen Raum werden ausufernde Trinkgelage von Jugendlichen und jungen Erwachsenen seit einiger Zeit umgangssprachlich häufig als Komasaufen bezeichnet, im englischen Sprachraum spricht man von binge drinking. Die antiken Trinkgelage wurden Symposion genannt. Synonym kann der Begriff ‚Gelage‘ auch auf andere körperliche Genüsse wie beispielsweise Essen (Fressgelage) übertragen werden. 

## Geschichte

### Griechen
Bei den Griechen begann das Trinkgelage (συμπόσιον, Symposion) nach der Beendigung des Fest- bzw. Gastmahls, wenn der Nachtisch aufgetragen und dem „guten Geist“ ein Trankopfer dargebracht worden war. Teilnehmen durften ausschließlich Männer.
Gäste, welche an dem Trinkgelage nicht teilnehmen wollten, waren berechtigt, sich beim Auftragen des Desserts zu entfernen. Getrunken wurde nur mit kaltem oder warmem Wasser gemischter Wein; das kalte Getränk wurde manchmal mit Schnee gekühlt.
Die Mischung selbst geschah im Mischgefäß (κράτηρ, „Krater“), gewöhnlich im Verhältnis von drei Teilen Wasser zu einem Teil Wein. Aus dem Krater wurde dann das Getränk mit dem Schöpfer (Οἰνοχόη, oinochoe, wörtl. „Weingießer“) in die Becher gefüllt.
Man trank rote, weiße und gelbe Weine und mischte diese Sorten miteinander; außerdem wurden Gewürze oder Honig zugesetzt. Auch Obstweine wurden getrunken.
Die Leitung des Gelages übernahm ein von der Gesellschaft gewählter oder durch das Los bestimmter Vorsteher (übliche Bezeichnungen waren: συμποσιάρχος, symposiarchos, „Vorsitzender des Gelages“; βασιλεύς, basileus, „König“; ἄρχων τῆς πόσεως, archon tes poseos, „Vorsitzender des Trinkens“). Dieser setzte das Mischungsverhältnis fest: Bis zu zehn Teile Wasser pro Teil Wein ist überliefert, meist war der Weinanteil jedoch höher. Auch bestimmte er die Zahl der von jedem zu trinkenden Becher, die Regeln, nach denen getrunken wurde und legte für Verstöße gegen diese Regeln Strafen fest, die gewöhnlich darin bestanden, dass ein Becher in einem Zug geleert werden musste.
Bei manchen Gelagen war das erklärte Ziel die Trunkenheit der Teilnehmer (πίνειν πρὸς βίον, pinein pros bion, „aufs Leben trinken“). Auch das Zutrinken auf die Anwesenden der Reihe nach um den Tisch herum (ἐπὶ δεξιά, epi dexia, „rechtsrum“) und von Person zu Person waren Sitte. 
Bei diesen Gelagen spielte auch die geistreiche witzige Unterhaltung eine wichtige Rolle. Oft traten Hetären auf, die sangen und tanzten sowie das Doppelblasinstrument aulos und die Leier kithara spielten; jugendliche Sklaven und Gaukler zeigten mimische Darstellungen und Kunststücke. Teilweise amüsierte man sich auch beim Kottabos (κοτταβος), einem von den Griechen hauptsächlich im 5. und 4. Jahrhundert v. Chr. vor allem bei Trinkgelagen gespielten Geschicklichkeitsspiel.
Wer im Wettkampf das meiste vertrug, erhielt einen Kuchen, die Eingeschlafenen wurden verhöhnt und mit Wein begossen.

### Römer
Im antiken Rom wurde die Abhaltung besonderer Trinkgelage, welche sich ebenfalls an die Hauptmahlzeit abends anzuschließen pflegten, erst üblich, nachdem die Römer griechische Sitten übernommen hatten. Auch hier wurde das Trinken systematisch betrieben, und man hielt sich ziemlich streng an das griechische Vorbild. Bei den Römern waren teilweise Frauen zu den Gelagen zugelassen.
Eine besondere Sitte stellte das ad numerum bibere dar, wobei man so viele Becher leerte, wie der Name des zu Feiernden Buchstaben enthielt oder wie viele Lebensjahre man ihm wünschte. Das Trinken in der Runde (Circumpotatio) artete vor allem bei den Leichenschmäusen derartig aus, dass dieser Brauch durch besondere Gesetze der Decemviri verboten wurde.
Während des Gelages spendete man den Göttern zahlreiche Trankopfer. Um den Durst zu fördern, wurden pikante Leckerbissen serviert.

### Germanen
Von den Germanen sind ebenfalls Angaben über Trinkgelage überliefert. Diese fanden auch Eingang in die religiösen Vorstellungen: Die Seligkeit in Walhall bestand ihrer Glaubensvorstellung nach vornehmlich in der Teilnahme an ewigen Göttergelagen, bei denen die Helden Met tranken; nur Odin war Wein vorbehalten. An Getränken fehlte es in der Walhalla nie, denn die unerschöpfliche Ziege Heidrun füllte stets die Schale neu mit schäumendem Met. Auf Erden wurden zu Ehren der  heidnischen Götter Trinkfeste veranstaltet, den Göttern selbst wurden reichliche Trankopfer dargebracht, anfänglich von Met, später von Wein.
So oft der Priester opferte, goss er ein Horn zu Füßen des Götterbildes aus, füllte es wieder und trank ihm zu. In den Tempeln wurden die Becher in folgender Ordnung geleert: der erste zu Ehren Odins, der zweite zu Ehren Thors und der Freya, der dritte zum Gedächtnis berühmter Helden (Bragakelch) und der vierte zum Andenken gestorbener Freunde (Minnebecher).
Siehe auch: Sumbel

### Mittelalter und frühe Neuzeit
Auch im Mittelalter waren Trinkgelage üblich. „Sänger sangen Lieder und spielten die Harfe dazu; umher saßen Zuhörer bei ehernen Bechern und tranken wie Rasende Gesundheiten um die Wette. Wer nicht mitmachte, ward für einen Thoren gehalten. Man muss sich glücklich preisen, nach solchem Trinken noch zu leben.“ So erzählt der römische Schriftsteller Venantius Fortunatus. In gefüllten Bechern brachte man sich die vorgeschriebenen Höflichkeiten dar: Willkommen, Valettrunk, Ehrentrunk, Rund-, Kundschafts- und Freundschaftstrunk. Hieran schloss sich das nach ganz bestimmten Regeln geordnete Zu- und Vortrinken und das Wetttrinken. Das Trinken wurde von den Fürsten durch Trinkordnungen geregelt.
Die Chroniken des 15. und 16. Jahrhunderts berichten über die mit größter Verschwendung und Pracht gefeierten Trinkfeste an den Höfen; der Wein wurde in großen Mengen getrunken, so dass am Schluss alle Anwesenden volltrunken waren. Besonders berühmt waren die Zechgelage am Hof Augusts des Starken, wo die sächsischen Kavaliere die Aufgabe hatten, ihre polnischen Standesgenossen unter den Tisch zu trinken. Eine besondere Form bildeten die studentischen Zechgelage; besonders die Universität Tübingen war im Mittelalter dafür berühmt.
Ein Studentengelage jener Zeit beschreibt Johann Michael Moscherosch in seinen Wunderlichen und wahrhaften Gesichten Philanders von Sittewalt. Hans Sachs gibt in seinem Gedicht Wer erstlich hat erfunden das Bier eine drastische Beschreibung eines Saufgelages.
Auch in der frühen Neuzeit waren Trinkgelage in allen Schichten der damaligen Bevölkerung verbreitet: Im Rittersaal der Riegersburg in der Steiermark findet man bis heute eine Inschrift, die in ein Glasfenster eingeritzt wurde: „Anno 1635, den 6. April, hat das Sauffen angehebt und ale Tage ein Rausch gegeben biß auff den 26 detto“.
Erst mit der verstärkten Übernahme höfischer Sitten aus Frankreich und dem steigenden Konsum von Kaffee und Tee gegen Ende des 17. Jahrhunderts waren Trinkgelage in der Oberschicht nicht mehr die bevorzugte Form der Geselligkeit.

## Gegenwart

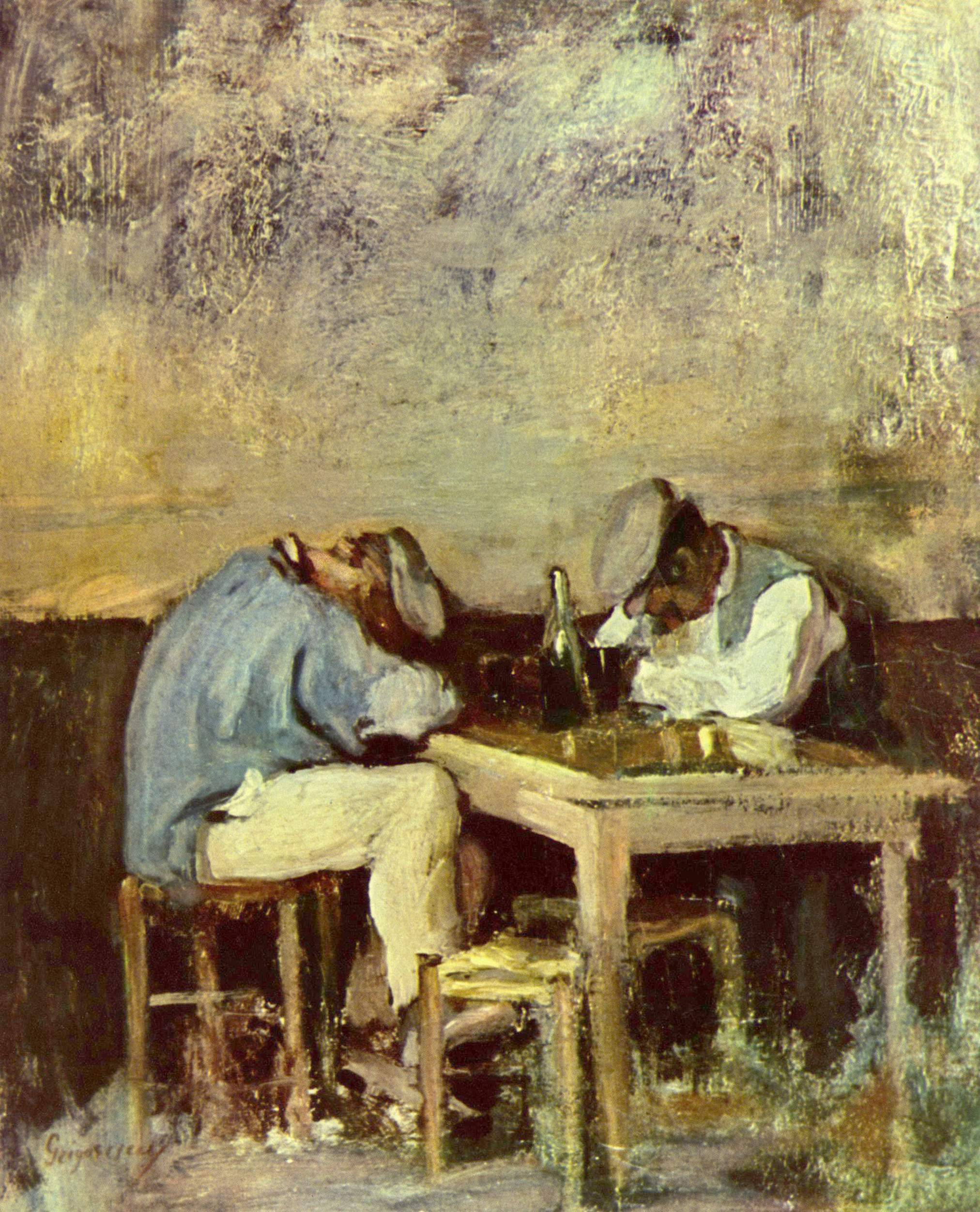
„Zwei Betrunkene“ von Nicolae Grigorescu

In der Gegenwart werden traditionelle Trinkgelage, d. h. Festversammlungen, bei denen das ritualisierte Trinken Hauptanlass und Alleinzweck ist, seltener abgehalten. Vor allem Studentenverbindungen wird oft unterstellt, dass dort solche Veranstaltungen noch üblich seien (siehe Kneipe (Studentenverbindung)). Allerdings gehören zu privaten und kommerziellen Partys und Veranstaltungen oft auch Trinkgelage. Ein Phänomen in diesem Kontext ist die umgangssprachlich so genannte Ballermannkultur. In Großbritannien ist das Phänomen als Binge-Drinking Teil der Lad culture wie auch von Junggesellenabschieden. 

### Flatrate-Partys

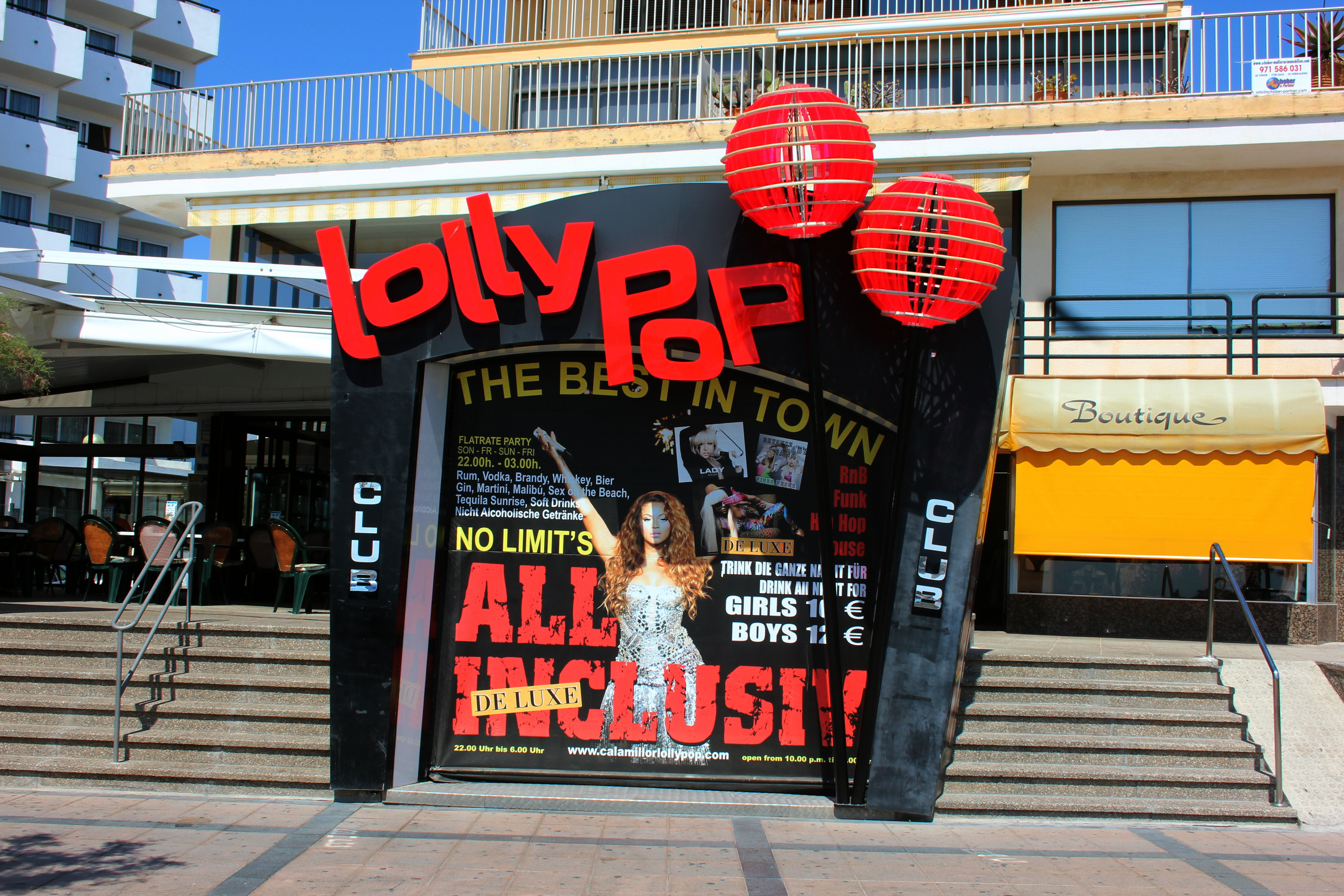
Werbung für eine Flatrate-Party in Cala Millor auf Mallorca (2012)

Flatrate-Party oder All-you-can-drink-Party sind Bezeichnungen für kommerzielle Veranstaltungen, bei denen alkoholische Getränke ohne Begrenzung der Menge zu einem Pauschalpreis ausgeschenkt werden. Dabei ist der Eintrittspreis zu der eigentlichen Party oft enthalten und die Auswahl an Getränken auf einen bestimmten Zeitraum und auf gewisse Getränkearten begrenzt. In der Regel werden neben alkoholfreien Getränken Bier und eine Auswahl an hochprozentigen Drinks angeboten. Kritisiert wird, dass mit derartigen Veranstaltungen das Rauschtrinken („Komasaufen“/„binge drinking“) vor allem bei Jugendlichen gefördert wird.
Aktuelle Untersuchungen zeigen, dass immer jüngere Jugendliche immer exzessiver Alkohol konsumieren (vgl. Alkoholmissbrauch bei Jugendlichen). Eine steigende Anzahl von Alkoholvergiftungen unter jungen Menschen wird auch auf die Zunahme von Flatratepartys zurückgeführt. So warnt die Deutsche Hauptstelle für Suchtfragen vor solchen Veranstaltungen, da durch den niedrigen Preis die Hemmschwelle sinkt, sich zu betrinken.
Auch die Neigung mancher Jugendlicher zur Gewalttätigkeit wird mit dem gesteigerten Alkoholkonsum in Verbindung gebracht. Vermehrt fordern auch deutsche Politiker, Flatrate-Partys zu verbieten oder den Alkoholausschank zu begrenzen. Manche Großstädte drängen die Gastronomie zur Einstellung dieser Praktiken; so hat im Mai 2007 die Stadt Freiburg der Nachtgastronomie die Unterzeichnung einer diesbezüglichen Selbstverpflichtung abverlangt, andernfalls drohe die Verkürzung der Betriebszeiten. Von Sozialpädagogen wird diese Orientierung an Zwangsmaßnahmen kritisiert und eine vorbeugende pädagogische Arbeit gefordert.
Von den Innenministern der Bundesländer in Deutschland wird erwogen, ein gesetzliches Verbot von Flatrate-Angeboten in Gaststätten zu erlassen. Am 8. Juni 2007 hat als erstes Bundesland Baden-Württemberg ein Verbot von Flatrate-Partys erlassen. Der baden-württembergische Innenminister Ernst Pfister (FDP) argumentierte, dass gesetzliche Grundlagen dafür mit dem Jugendschutzgesetz und dem Gaststättengesetz bereits vorhanden seien. Das Gaststättengesetz verbiete die Abgabe alkoholischer Getränke an Betrunkene (§ 20 GastG). Flatrate-Partys seien ein gezielter Versuch, dieses Gesetz zu umgehen, indem die Kunden zunächst den Kaufpreis entrichten und danach die bezahlte Leistung erhielten; deshalb seien sie gesetzwidrig. In Baden-Württemberg müssen Wirte, die solche Partys veranstalten, nun mit Strafen bis hin zum Entzug der Gaststättenerlaubnis rechnen. Eine weitere Handhabe bietet § 4 GastG: Er ermöglicht, die Schankerlaubnis zu versagen, wenn der Antragsteller dem Alkoholmissbrauch Vorschub leistet. In Nürnberg wurde bereits eine Diskothek vorübergehend geschlossen, da der Besitzer sich nicht an diesen Vertrag gehalten hat. Die Schließung wurde von einem Gericht bestätigt.

### Zunahme des Rauschtrinkens bei Jugendlichen
Die Zahl der deutschen Jugendlichen, die aufgrund von akuten Alkoholmissbrauchs im Krankenhaus stationär behandelt werden mussten, stieg von 2000 bis 2011 um 178 % auf 26.400. Eine ähnliche Entwicklung konnte auch in Österreich beobachtet werden. Als Ursache für diese Entwicklung wurde unter anderem das auf ein jüngeres Zielpublikum ausgedehnten Marketing der Hersteller von hochprozentigen Alkoholika und dem damit verbreiteten Eindruck Jugendlicher, Trinken sei eine kulturelle Norm, sowie die gesteigerten Popularität von Alkopops erwogen, was in Deutschland die Einführung einer Sondersteuer auf Alkopops zur Folge hatte. Nach der Einführung dieser Sondersteuer sank der Alkopops-Umsatz rasch deutlich ab. Da ein proportionaler Umsatzrückgang aber auch in Österreich festzustellen war, wo keine Sondersteuer eingeführt wurde, ist fraglich, ob man den Rückgang in Deutschland ursächlich mit der Sondersteuer begründen darf. Laut einer Studie des Institute for Social Research (ISR) der Universität Michigan haben auch in den USA Alkopops seit 2004, auch dort ohne Einführung einer Sondersteuer, stark an Bedeutung und Popularität verloren. Dabei wurde herausgestellt, dass starker Alkoholkonsum US-amerikanischer Jugendlicher in den letzten 25 Jahren deutlich zurückgegangen sei und sich momentan an einem historischen Minimum befinde. Lediglich die öffentliche Wahrnehmung suggeriere einen Anstieg. 
Ob der problematische Alkoholkonsum von Jugendlichen (teilweise bis zur Bewusstlosigkeit, Komatrinken), im deutschen Sprachraum in den letzten Jahren wirklich so dramatisch zugenommen hat, wie das die stationären Aufnahmezahlen ins Krankenhaus wegen akuten Alkoholmissbrauchs nahelegen, oder ob diese Zahlen bloß ganz andere Entwicklungen widerspiegeln, darüber gibt es in der Fachwelt unterschiedliche Meinungen. So kam eine Untersuchung des europäischen Megapoles-Projektes zur Ansicht, dass tatsächlich ein Anstieg gefährlichen Alkoholkonsums unter Jugendlichen zu verzeichnen sei, während andere Autoren das stark bezweifeln. Weitgehende Einigkeit besteht in beiden Publikationen dahingehend, dass im deutschsprachigen Raum die Gesamtmenge des von Jugendlichen getrunkenen Alkohols rückläufig ist.
Ein soziobiologischer und soziologischer Erklärungsansatz für die Zunahme jugendlichen Alkoholkonsums bringt drei Faktoren zusammen:
- die anthropologische Konstante des Konsums giftiger Stoffe als Handicap-Signal, das die eigene Leistungsfähigkeit gegenüber potentiellen Paarungspartnern, Kooperationspartnern und Konkurrenten dokumentieren soll;
- die Zunahme der Konkurrenzintensität auch der Gesellschaften industrialisierter Länder in der Epoche der Globalisierung, was die Neigung zu Handicap-Signalen verstärkt;
- die  zivilisationstheoretisch erklärbare Abnahme einiger zivilisatorischer Verhaltenskontrollen ab dem Ersten Weltkrieg und insbesondere seit den 1960er Jahren.

Siehe auch: Rauschtrinken